# Чарльз (округ)
Округ Чарльз (англ. Charles County) — округ в южной части штата Мэриленд. Административный центр округа (county seat) — город Ла-Плата. Округ Чарльз граничит с Виргинией (на противоположенной стороне эстуария Потомака) на юге и западе, округом Принс-Джорджес на севере, эстуарием Патаксента на востоке и округом Сент-Мэрис на юго-востоке. В 2000 году в округе проживало 120 546 человек. 

## История
Округ назван в честь Чарльза Калверта, 3-го барона Балтимор, второго губернатора Мэриленда.

## Климат
Климат в этой области характеризуется жарким влажным летом и, как правило, мягкой или холодной зимой. В этом регионе ежегодно выпадает снег, но сильные метели случаются только раз в несколько лет. Согласно системе классификации климата Кёппена, здесь влажный субтропический климат, на климатических картах обозначаемый аббревиатурой «Cfa». В этой области наблюдается сезон тропических штормов/ураганов (с конца августа по сентябрь).
Летом здесь часто бывают грозы, иногда сильные, а в редких случаях на этот район обрушиваются торнадо; так 28 апреля 2002, центральный район Ла-Плэйты, окружного административного центра, был уничтожен торнадо.

## Населённые пункты округа

### Города
- Индиан-Хед
- Ла-Плата
- Порт-Тобакко-Виллидж

### Статистические обособленные местности
- Бенедикт
- Бенсвилл
- Брайанс-Роуд
- Брайантаун
- Кобб-Айленд
- Помфрет
- Потомак-Хайтс
- Рок-Пойнт
- Сент-Чарльз
- Уолдорф
- Хьюсвилл

### Неинкорпорированные коммуны
- Айронсайдс
- Бен-Альтон
- Глаймонт
- Дентсвилль
- Донкастер
- Малкольм
- Марбери
- Маунт-Виктория
- Мейсон-Спрингс
- Мейсонс
- Моргантаун
- Наньемой
- Ньюбург
- Ньюпорт
- Патаксент
- Писга
- Поманки
- Порт-Тобакко
- Поупс-Крик
- Райзон
- Риверсайд
- Рипли
- Суон-Пойнт
- Уайт-Плейнс
- Уэлком
- Фолкнер
- Чикамуксен